# Leigh, el general republicano
Leigh, el general republicano es un libro publicado el 25 de abril de 2018, escrito por Gabriela García Powditch, viuda del general Gustavo Leigh. En este texto se recopila documentos, entrevistas y transcripciones de grabaciones que produjo y recopiló el comandante en jefe de la Fuerza Aérea relacionados con el Golpe de Estado de 1973, Junta de Gobierno y sus disputas con los miembros de la anterior nombrada. 

## Trasfondo
El libro fue publicado en un evento el 25 de abril de 2018 en la Casa de Los Diez con 80 invitados, entre los que se encontraban familiares, ex oficiales del Ejército y periodistas. Durante la exposición aclaró que las cintas y el material fueron entregadas a ella por parte de su esposo antes de que este muriera en las que se encuentran grabadas las conversaciones de la Junta Militar entre 1973 y 1978. Según ella, las grabaciones las realizó de manera oculta, con una mini-grabadora de bolsillo, para mantener un registro de los conflictos que ocurrían.

## Contenido
En el libro se dice que Leigh era partidario de una restauración de la instucionalidad democrática en Chile quebrada por el golpe de Estado, y también la necesidad de trabajar por una Constitución escrita por civiles y militares para delimitar el accionar de los partidos políticos y evitar el nepotismo dentro del país.
Para el desarrollo de su borrador constitucional recibió el apoyo del académico Jorge Ovalle, en esta se haría el llamado a una asamblea constituyente que estuviera representado por todos los sectores políticos de la sociedad.

## Críticas
El texto contó con una buena acogida por parte de los académicos por el material inédito que fue relevado en el libro, pero también fue criticado por la negación de que el general supiera sobre las violaciones de derechos humanos durante la dictadura, siendo acusada la viuda de un intento de lavar la imagen de su marido.